# Naturschutzgebiet Odin / Hardt

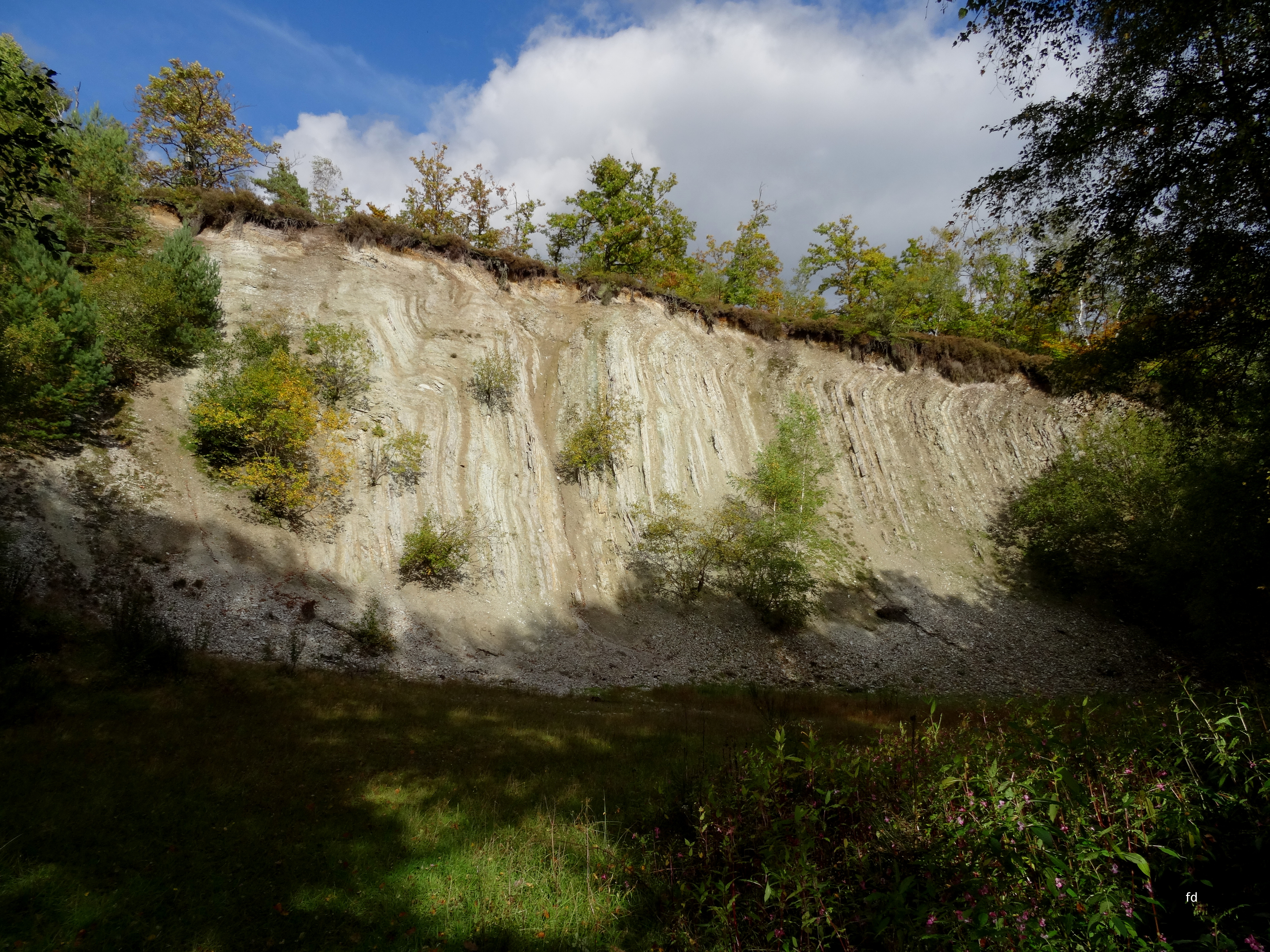
Kieselschiefer/Lyditbruch im Naturschutzgebiet Odin / Hardt

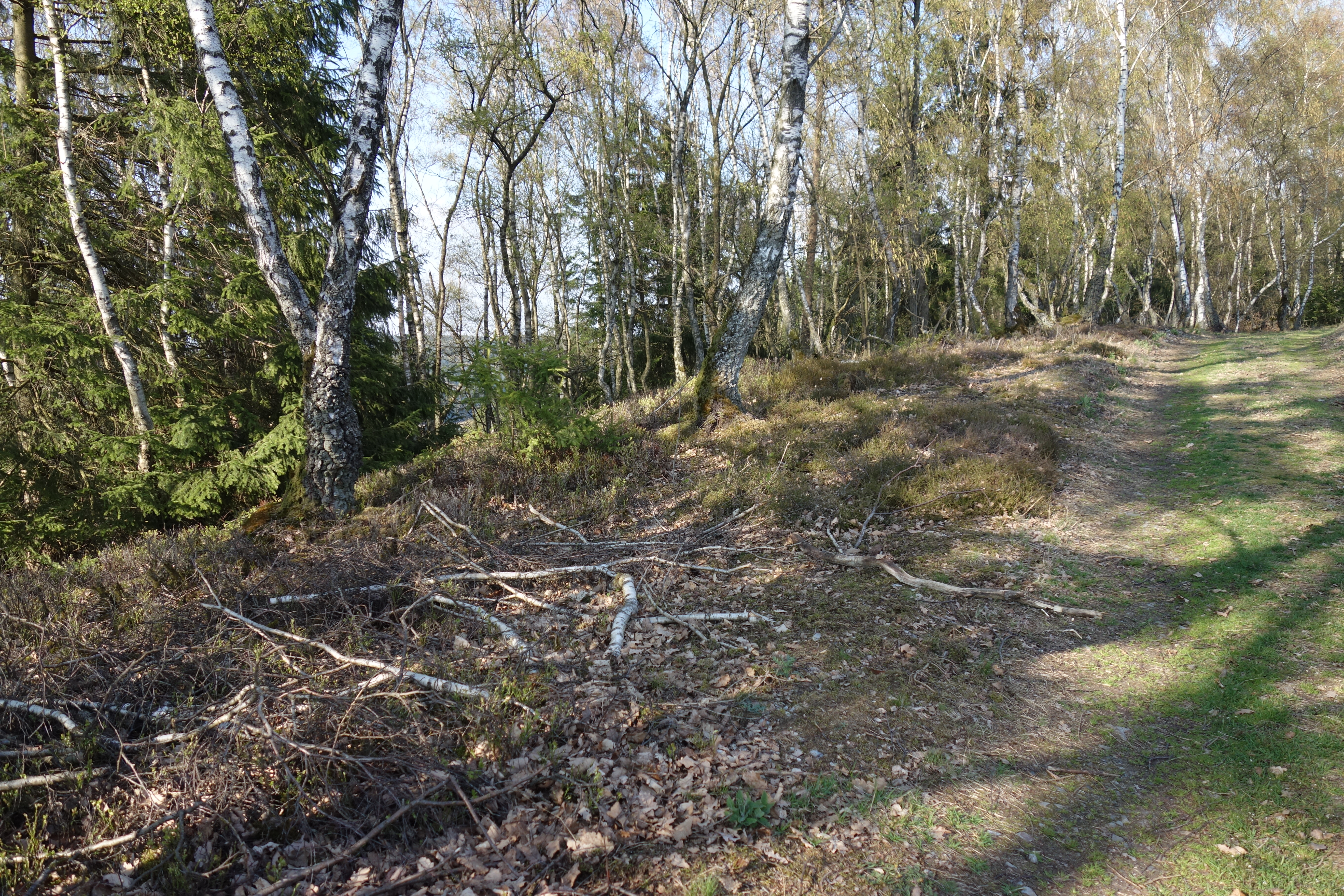
Niederwald im NSG

Das Naturschutzgebiet Odin / Hardt mit einer Größe von 11,9 ha liegt südwestlich von Herblinghausen im Stadtgebiet von Sundern (Sauerland). Das Gebiet wurde 1993 mit dem Landschaftsplan Sundern durch den Kreistag des Hochsauerlandkreises erstmals als Naturschutzgebiet (NSG) mit einer Flächengröße von 5,3 ha ausgewiesen. Bei der Neuaufstellung des Landschaftsplaners Sundern wurde das NSG erneut ausgewiesen und deutlich vergrößert. Das NSG ist im Stadtgebiet Sundern umgeben vom Landschaftsschutzgebiet Sundern. Das NSG geht bis zur Stadtgrenze nach Meschede. In Meschede grenzt direkt das Naturschutzgebiet Niederwälder bei Visbeck an.

## Gebietsbeschreibung
Im NSG befindet sich ein zwergstrauch-, flechten- und moosreiche Birken-Eichen-Niederwald auf dem Nordhang des langgestreckten Bergrückens Hardt. Im Wald finden sich Trauben- und Stiel-Eichen, Sand-Birken und einige wenige Rotbuchen. Vereinzelt treten Echter Faulbaum und Eberesche auf. Besonderheiten sind einzelne Wacholder- und Stechpalmen bzw. Ilex.
Die krüppelwüchsigen, mehrtriebigen Niederwälder der Hardt besitzen eine flächendeckende Krautschicht aus Zwergsträuchern und Gräsern, örtlich mit Adlerfarn. Vereinzelt werden die vorherrschenden Birken-Eichenwälder von älteren Rotbuchen durchsetzt. Neben dem Vorkommen von Erdflechten auf offenen Bodenstellen, zum Beispiel an den Wegböschungen, sind Zweige und Äste von epiphytischen Flechten behangen. An den alten Wurzelstöcken gedeihen teilweise dichte Moospolster. Auf dem Kamm des Bergrückens vereinzelt Wacholder vor. Eine Krautschicht mit verschiedenen Arten der Bergheiden. Neben großen Beständen der Heidelbeere kommen auch Preiselbeeren und Heidekraut vor. Sie weisen auf den sauren Boden des Gebietes hin. An Grasarten finden sich Hainsimsen und das Gewöhnliche Pfeifengras. Im späten Frühjahr sieht man das Maiglöckchen und während im Sommer der Wiesen-Wachtelweizen. Das NSG gehört zu den best-erhaltenen Niederwäldern des Hochsauerlandkreises.
Im NSG befindet sich ein ehemaliger Lyditbruch.

## Schutzzweck
Das NSG soll den Niederwald schützen und die dortigen Arten. Wie bei allen Naturschutzgebieten in Deutschland wurde in der Schutzausweisung darauf hingewiesen, dass das Gebiet „wegen der Seltenheit, besonderen Eigenart und Schönheit des Gebietes“ zum Naturschutzgebiet wurde.